# Mari des montagnes
Pour les articles homonymes, voir Mari.
Le mari des montagnes ou mari occidental (Мары йӹлмӹ) est une langue parlée en amont de la Volga, sur la rive droite et une partie de la rive gauche, près de Kozmodemiansk, dans le district de Gornomariysky, le district de Yurinsky et le district de Kilemarsky (en), dans la république des Maris, en Russie. C'est une langue finno-ougrienne qui constitue une des deux branches du mari avec le mari des prairies et qui s'écrit avec l'alphabet cyrillique. Elle est coofficielle avec le russe et le mari des prairies dans la république des Maris. En 2012, cette langue aurait compté 30 000 locuteurs environ. Le mari des montagnes est décrit comme "en danger" par Ethnologue et comme "vulnérable" par ELP,.

## Alphabet
| А а | Ӓ ӓ | Б б | В в | Г г | Д д | Е е | Ё ё |
| Ж ж | З з | И и | Й й | К к | Л л | М м | Н н |
| О о | Ӧ ӧ | П п | Р р | С с | Т т | У у | Ӱ ӱ |
| Ф ф | Х х | Ц ц | Ч ч | Ш ш | Щ щ | Ъ ъ | Ы ы |
| Ӹ ӹ | Ь ь | Э э | Ю ю | Я я |     |     |     |